# 比洛皮利亞 (文尼察州)
49°50′30″N 28°51′57″E / 49.84167°N 28.86583°E

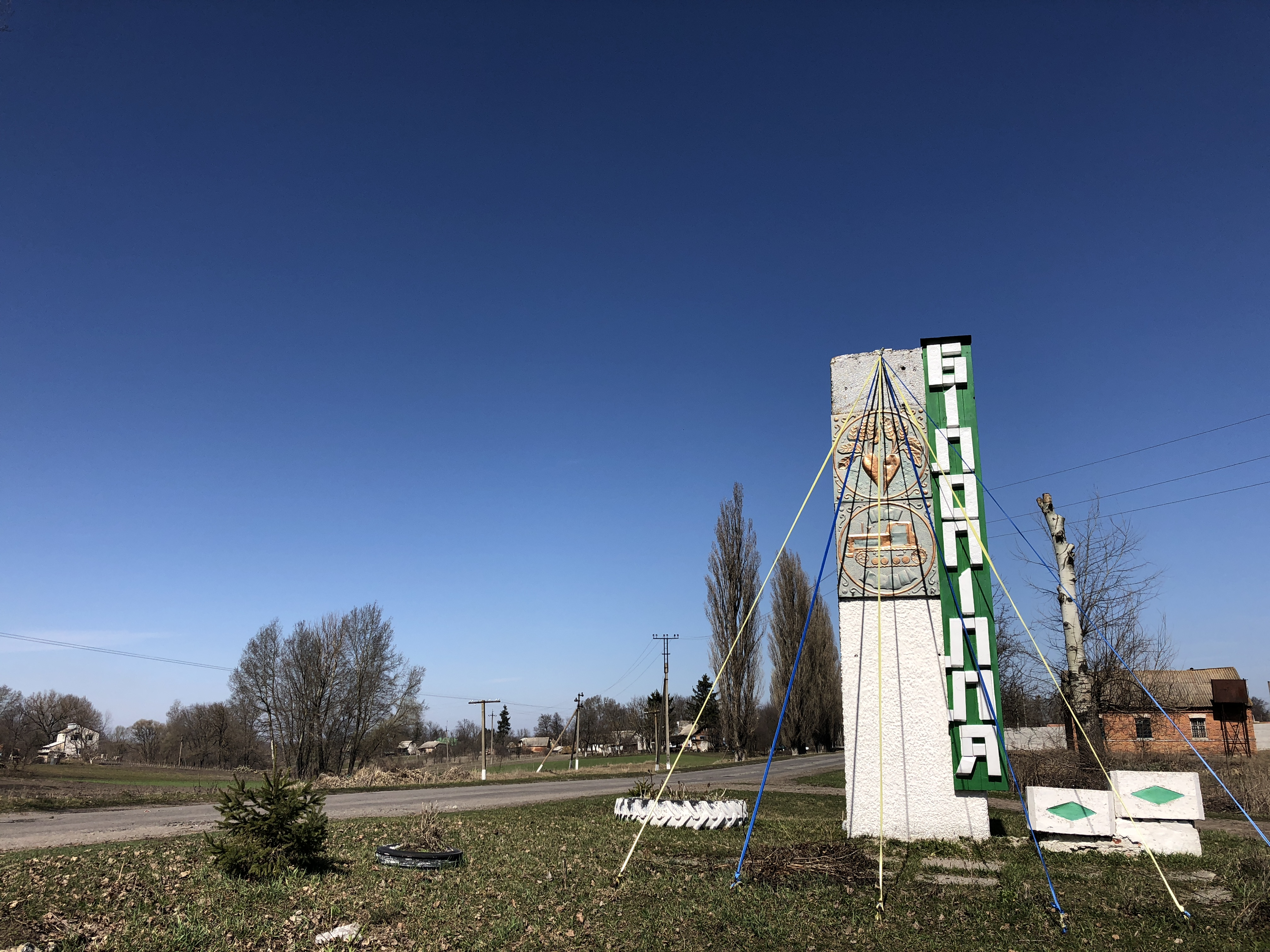
路牌

比洛皮利亞（烏克蘭語：Білопілля），是烏克蘭西南部文尼察州赫米利尼克區赫卢希夫齐市镇内的村落。始建於1650年，面積3.16平方公里，海拔高度250米，2001年人口702，人口密度每平方公里222.29人。